# Crucifixo (exercício)

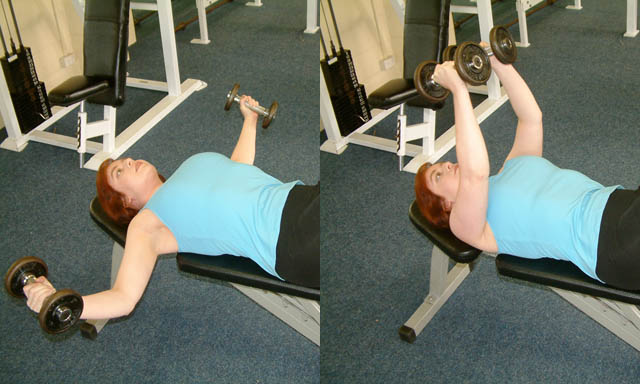
Crucifixo sendo realizado com halteres

Crucifixo é um exercício de treinamento com pesos que trabalha principalmente os músculos peitoral maior e deltoide anterior.